# Design italiano

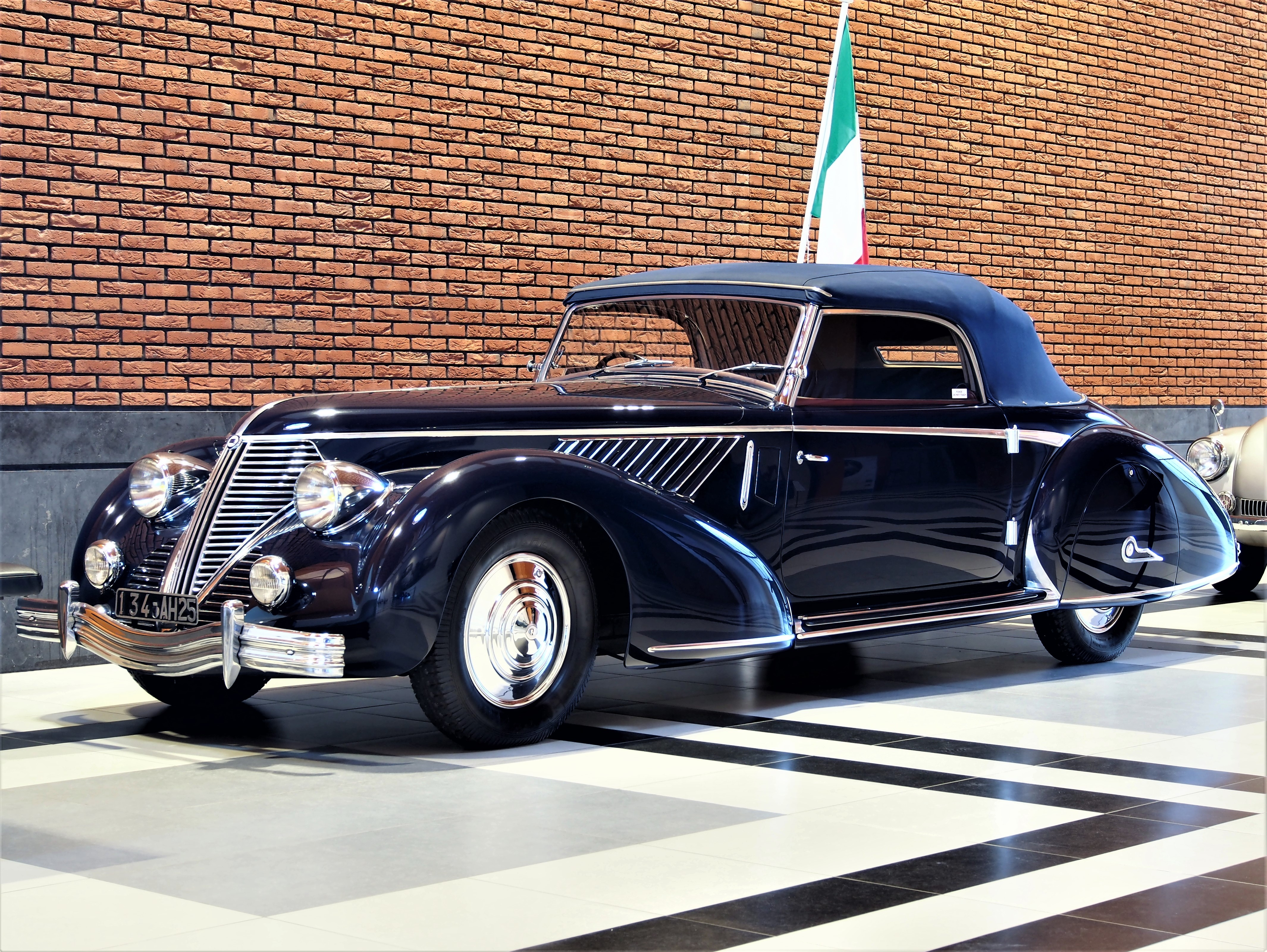
Lancia Astura, design Pinin Farina, 1938.

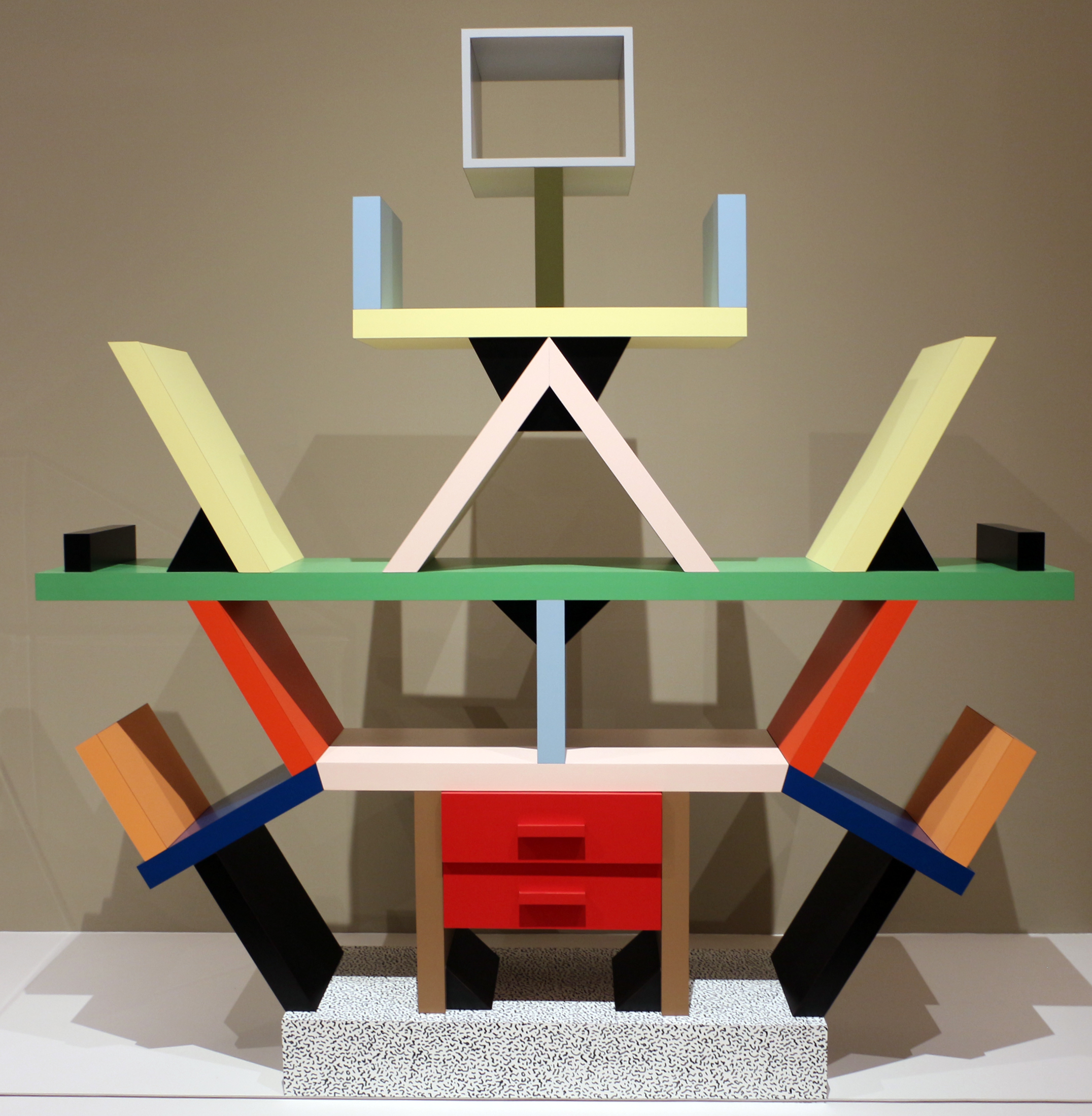
Ettore Sottsass per Memphis S.r.l., libreria Carlton, Milano 1981.

Con l'espressione design italiano si fa riferimento a tutte le forme di design inventate e realizzate in Italia, compresa la progettazione di interni, la progettazione urbana, il design della moda e la progettazione architettonica.

## Storia
In genere, il termine "design" viene associato all'età della Rivoluzione industriale, che in Italia arrivò con un certo ritardo rispetto ad altri paesi europei, in un contesto caratterizzato dalla condizione geografica e politica frammentata dell'Italia ottocentesca, un paese che alle soglie del 1860 era agricolo. Dopo l'Unità d'Italia, nonostante il lento consolidamento dell'industria cotoniera e degli opifici, soprattutto al nord, non si poteva ancora parlare di industrializzazione del paese prima del 1870-1880. Tuttavia, in questo periodo iniziavano a nascere le fiere di paese e poi di città, le esposizioni, la nascita di scuole specialistiche e di "alfabetizzazione grafica". Per esempio, nell'Esposizione italiana del 1861 tenutasi a Firenze, viene sancito un carattere legato ai tessuti e ai prodotti alimentari, mentre quella di Milano del 1881 è incentrata sull'industria meccanica e le grandi costruzioni navali e ferroviarie; a Torino, nel 1898, emergono le applicazioni elettriche e nel 1902 viene lanciata l'avanguardia liberty con le sue espressioni floreali. Nell'Esposizione di Milano del 1906 la trasformazione industriale italiana è data dalle macchine utensili.
Due grandi passi avanti per legare la didattica, la ricerca e le possibilità della produzione industriale: la legge Casati sull'istruzione pubblica del 1859 e la fondazione, nel 1863, del Politecnico di Milano. Nel 1885 il panorama didattico italiano della "cultura applicata" era composto da "scuole d'arti e mestieri", "scuole di arte applicata all'industria" e "scuole speciali" che avevano indirizzi più specifici.

In occasione dell'Esposizione Universale di Milano del 1906, la Società Umanitaria promuove un concorso per l'arredo della casa operaia, in quanto comincia a vedersi l'industria come strumento capace di rispondere ai bisogni di una classe operaia che per la prima volta si affaccia sul mercato del consumo.
L’origine del design italiano risale alla Palermo di fine ottocento con la fondazione delle Offine Ducrot. Il mobilificio che ospitò fino a mille operai, e dove furono realizzate opere in legno e metallo in stile liberty disegnate dell'architetto palermitano Ernesto Basile. Alcuni di questi mobili vennero utilizzati come arredi dei saloni delle navi da crociera della Flotta Florio e per gli arredi di Palazzo Montecitorio. Il Basile poi fu sostituito dal suo allievo Giuseppe Spatrisano. Palermo divenne il primo è più importante centro di diffusione dello stile liberty.
Nel Liberty italiano spiccavano alcune eccezionalità progettuali come Vittorio Ducrot, Eugenio Quarti, Carlo Bugatti ed Ernesto Basile.

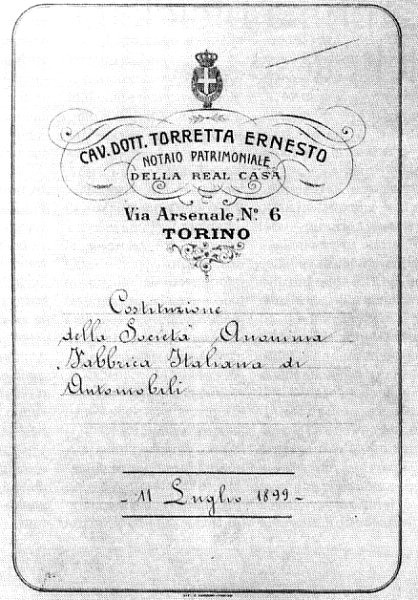
Atto costitutivo della FIAT datato 1899.

Nonostante il decollo industriale del periodo giolittiano (1889-1915), il quadro dell'industria internazionale era talmente consolidato che era impensabile immaginare un'affermazione dell'Italia in questo settore, stante i problemi del paese nell'industria delle materie prime. Dunque, intorno al 1910, l'Italia si inventa un asse portante alternativo, ovvero quello auto/aereo. Una delle caratteristiche del design italiano fu quindi la ricerca e sperimentazione in un quadro di diversificazione tipologica, andando anche "fuori mercato" rispetto alle prassi internazionali del settore.
È in questo periodo che nascono la FIAT (1899), la Lancia (1908) e l'A.L.F.A. (1910), che diventerà Alfa Romeo nel 1918, anche se l'automobile rimane un mezzo sportivo e di lusso, almeno fino al 1912, quando viene costruita la Fiat Zero. In campo aeronautico, la cultura artigianale della costruzione delle scocche in legno sviluppata sin dal 1879 da Enrico Forlanini, porta, nel 1909, al primo corso di aeronautica presso il Politecnico di Milano.
Per quanto riguarda l'aspetto agonistico, nel 1916 Gianni Caproni costituisce il consorzio Caproni-Fiat-Ansaldo.
Con lo scoppio della prima guerra mondiale, il prodotto industriale italiano, soprattutto nel campo dei trasporti, deve verificare la sua validità e solidità, pur senza abbandonare la componente artigianale per favorire la produzione industriale; in questo contesto emerge la cultura progettuale del Genio civile.
Nel periodo futurista Giacomo Balla e Fortunato Depero, nel 1915, redigono la proclamazione della Ricostruzione Futurista dell'Universo, che coglie al suo interno istanze di rinnovamento estese anche al mondo dell'arredo. È proprio di Balla la camera di bambini progettata e realizzata di suo pugno per la figlia Elica, a cui si accompagna, in seguito, anche un soggiorno; entrambe le stanze sono decorate con la linea della velocità.
Il colore appare l'elemento dominante nel Bal Tic Tac di Roma (1921), mentre nella sala futurista alla Casa d'Arte Bragaglia gli arredi sembrano fuoriusciti dalle tele degli artisti, appunto, futuristi.
Con Francesco Cangiullo si passa ad una concezione del mobile che abbraccia l'idea di abitare svelto, con tecniche costruttive veloci e semplici. La Casa futurista Zampini di Ivo Pannaggi, costruita tra il 1925 e il 1926 appaiono sintetizzati gli echi del De Stijl, piuttosto che un nuovo "interno futurista". Gli interni di Nicola Diulgheroff rivelano, tra il 1928 e il 1936, l'impiego del tubo di metallo cromato e curvato e influssi modernisti.

Secondo Antonio Gramsci: 
(Antonio Gramsci, Marinetti rivoluzionario? (1921), in Il futurismo italiano, a cura di I. Gherarducci, Editori Riuniti, Roma, 1975)

### 1900 - 1930
Dopo l'entrata in guerra contro l'Austria, il 24 maggio 1915, le commesse statali all'industria nazionale crebbero in maniera esponenziale per rifornire l'esercito di cannoni, armi, mezzi di trasporto e vestiario: la produzione di automobili crebbe di oltre il 100%, arrivando a 20 000 unità all'anno (nel 1914 erano 9500), e raddoppiò anche la produzione di energia elettrica. Anche l'industria siderurgica registrò un notevole aumento di richieste. Aumentarono anche gli aumenti di capitale delle aziende: per esempio, la FIAT aumentò il suo dai 17 milioni del 1914 ai 200 milioni del 1919, ciò nonostante il forte processo inflazionistico in atto.
In questo periodo la produzione è in gran parte controllata da pochi gruppi quali FIAT (con Giovanni Agnelli), Società Adriatica di Elettricità (con Vittorio Cini), Pirelli (con Alberto Pirelli) e la Falck (con Giorgio Enrico Falck).
Tra il 1922 (anno della marcia su Roma) e il 1929 l'Europa e gli Stati Uniti stavano vivendo una situazione economica favorevole. Nel 1929 la produzione industriale registrò un incremento del 50% rispetto ai dati del 1922.
In questo contesto nascono iniziative per promuovere il disegno del mobile della casa, tra le quali la Biennale delle arti decorative promossa da Guido Marangoni del 1923 presso la Villa Reale di Monza.
Nel 1922 nacque il movimento artistico Novecento, formatosi intorno al salotto di Margherita Sarfatti. Questo movimento artistico riguardava principalmente la pittura, ma ben presto andò ad influenzare la progettazione d'interni e di pezzi d'arredo. Tra gli esponenti di questa corrente troviamo gli architetti Giò Ponti, Giovanni Muzio, Giuseppe De Finetti, Alberto Alpago Novello, i pittori Mario Sironi, Achille Funi, Leonardo Dudreville, Anselmo Bucci, Gian Emilio Malerba, Pietro Marussing e Ubaldo Oppi e lo scrittore Massimo Bontempelli. Nel breve romanzo di Bontempelli 522. Racconto di una giornata del 1926, l'automobile (la Fiat 522) diventa soggetto letterario e, oltre che simbolo della nuova modernità industriale.
Ad uno degli architetti qui sopra citati, Giò Ponti, in collaborazione con Emilio Lancia, si deve il progetto di arredi Domus Nova (1928-29) pensato per il grande magazzino La Rinascente di Milano, con l'intento di rinnovare l'immagine dell'arredo e dei complementi per la casa medio-borghese.
La III Biennale di Monza del 1927 e la IV Triennale, tenutasi anch'essa a Monza prima del trasferimento a Milano, sanciscono il superamento dello stile rustico, facendo emergere gli architetti del Novecento quali protagonisti del nuovo arredo.
Per la V Triennale di Milano venne costruito il Palazzo dell'Arte ad opera di Giovanni Muzio.

### 1930 - 1945

Dante Giacosa accanto alla Fiat 500 Topolino.

Fino alla fine degli anni venti, la FIAT riesce a produrre 36 000 unità all'anno, utilizzando come modello di produzione quello americano del taylorismo. Questo modello di ispirazione si concretizzò con la Fiat 500 Zero A (1934), meglio conosciuta come Topolino, di Dante Giacosa. È invece di due anni prima la Fiat 508 Balilla, auto di media cilindrata che contribuì alla diffusione di massa dell'automobile in Italia.
Già nel 1926 la Lancia Lambda era caratterizzata da una struttura tubolare leggera e da un alto grado di sperimentazione e qualità del prodotto.
Restando nel settore meccanico, ebbero significativi sviluppi la Olivetti nel campo delle macchine da scrivere, la Magneti Marelli nel campo dei materiali elettrici e le prime radio, e la Necchi per le macchine da cucire.
In particolare, la Olivetti venne fondata nel 1908 da Camillo Olivetti, e vide un grande sviluppo sotto la direzione del figlio Adriano Olivetti. Nel 1922 l'azienda produceva 2000 macchine da scrivere con 200 operai, ma già nel 1937 le maestranze raggiunsero le 1 750 unità, per un totale di 27000 pezzi prodotti in un anno.
Nel 1935 nacque la Olivetti Studio 42, opera di Ottavio Luzzati, degli architetti Figini e Pollini e dell'artista Xanti Schawinsky, che cambiò radicalmente la forma della macchina da scrivere, sviluppandone il corpo in orizzontale e creando un prodotto meno voluminoso da utilizzare a casa come in ufficio. Nel settore della argenteria vide un grande sviluppo la Cesa 1882.
Tra i principali esempi di disegno industriale fu l'addizionatrice Summa del pittore Marcello Nizzoli.
FIAT e Olivetti rappresentano dunque due riferimenti fondamentali nella storia del nascente design industriale italiano. Ma la grande depressione del 1929 produsse sull'economia e sulla società italiane provocò ripercussioni profonde e durature in Italia che determinarono sostanziali mutamenti a livello economico e politico. Lo Stato diventò proprietario di una notevole parte dell'industria e fondò, nel 1933, l'Istituto per la Ricostruzione Industriale (IRI).
Il 1936 fu l'anno della VI Triennale di Milano, presso il nuovo già citato Palazzo dell'Arte presso il Parco Sempione. In questa occasione l'estetica razionalista si estende dall'architettura al campo dell'arredo diventando "stile". L'arredo cominciò anche a diventare un utensile proiettato verso la produzione in serie, tema che verrà affrontato in modo diretto nella VII Triennale di Milano.
Nel decennio tra il 1930 e il 1940 il mobile in tubo cromato curvato venne assunto quale immagine di rinnovamento anche degli ambienti domestici. Tuttavia, la produzione di mobili in metallo rimase circoscritta a pochi esempi d'autore a causa, principalmente, del costo di realizzazione, che era il doppio rispetto ai mobili in legno. Inoltre, nel 1937 fu vietato l'impiego del legno, che sviluppò l'impiego delle leghe di alluminio più facilmente reperibili. Il mobile in tubo di acciaio rimaneva comunque utilizzato per edifici pubblici come scuole e ospedali, a cui si aggiungono il settore degli uffici pubblici e le Case del Fascio, come quella progettata a Como nel 1935-36 da Giuseppe Terragni dove si trovano esemplari della storia del design italiano come la sedia-scagno o la sedia Lariana, ancora oggi in produzione. Pezzi esemplari per l'ambiente abitativo sono quelli di Gabriele Mucchi, come la chaise-longue regolabile del 1934.
Sempre in questo periodo, l'industria del vetro, autonoma rispetto all'importazione di materie prime, brevettò una vasta serie di prodotti, tra cui il Termulux, il Vetroflex e i cristalli di sicurezza VIS e Securit, che, in occasione della VI Triennale di Milano, vengono impiegati in soluzioni sperimentali per arredi e oggetti.
Questi anni segnano anche uno sviluppo del disegno delle radio, partendo dall'essenziale mobile radio grammofono di Figini e Pollini del 1933 all'apparecchio in vetro di Franco Albini del 1938, passando dal radioricevitore 547 a cinque valvole disegnato per Phonola da Luigi Caccia Dominioni, Livio e Pier Giacomo Castiglioni, presentato alla VII Triennale di Milano.
Il 10 giugno 1940 l'Italia entrò in guerra. Nello stesso anno Gio Ponti abbandona la direzione della rivista Domus (fondata dallo stesso architetto nel 1928) per fondare la rivista Lo stile nella casa e nell'arredamento per Garzanti, che apre il tema della casa e dell'arredo a dimensioni più artistiche e libera. Un anno prima, Franco Albini definisce il soggiorno della propria casa, dove il prototipo della libreria in tensistruttura "veliero" del 1938 dialoga perfettamente con cassettoni e quadri d'epoca.

### 1945 - 1965: ilBel Designitaliano

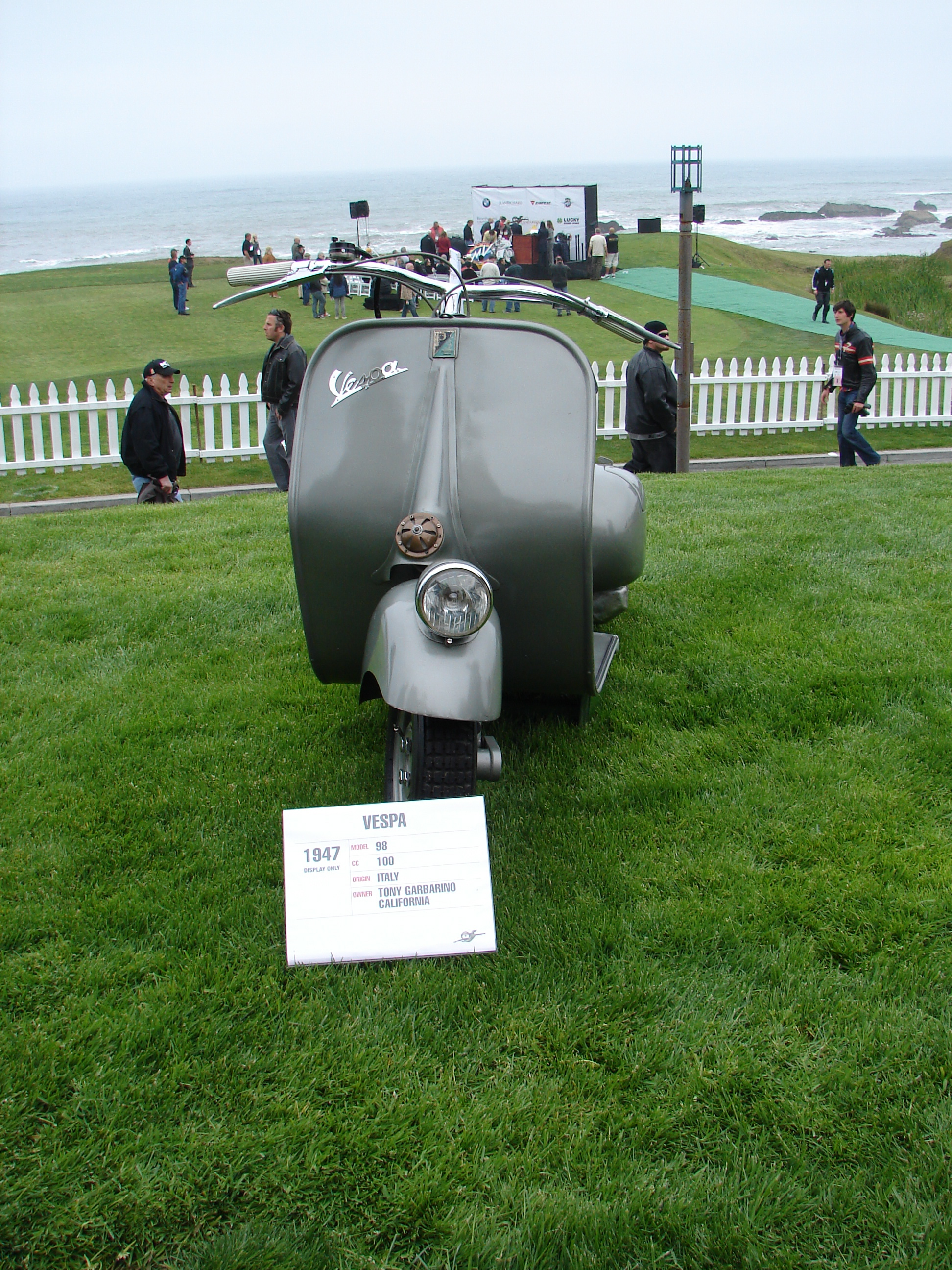
Vespa V98 farobasso di Corradino D'Ascanio.

L'Italia, come gli altri paesi europei, uscì dalla guerra trovando la supremazia degli Stati Uniti sul mercato mondiale; il governo americano riuscì a riunificare il mercato internazionale grazie ai massicci aiuti dati all'Europa (concretizzati in Italia dal Piano Marshall del 1947) e il dollaro divenne la moneta di riferimento e l'America lo stile di vita di riferimento per il mondo occidentale. Nel 1946 la Triennale di Milano organizzò la mostra RIMA (Riunione italiana per le mostre di arredamento), dove giovani architetti impegnati nella progettazione di singoli arredi o alloggi tipo furono invitati a partecipare: si trattava del BBPR, e degli architetti Ignazio Gardella, Carlo De Carli, Vico Magistretti e Gabriele Mucchi, che proposero un repertorio di arredi producibili in serie e pensati per case minime con spazi sfruttati in modo razionale.
Il 1947 è la consacrazione internazionale del design italiano con la VIII Triennale di Milano, dove la sezione sull'arredamento, diretta da Piero Bottoni, è curata da Franco Albini (ideatore del celebre Tavolino Cicognino) e Luciano Canella insieme ad Anna Castelli Ferrieri, Ettore Sottsass e altri. Il designer Gualtiero Galmanini dopo aver realizzato vari allestimenti e progetti con Piero Portaluppi, viene scelto come una delle icone dell'architettura italiana del tempo e selezionato per realizzare il progetto dello Scalone d'onore della 8ª Triennale di Milano. Il Design italiano diviene da questa data il massimo riferimento mondiale per l'architettura e il design, rendendo particolarmente apprezzate da musei e collezionisti le realizzazioni degli anni cinquanta.
La Triennale di Milano con il BIE - Bureau international des Expositions elegge nel 1947 Gualtiero Galmanini come massimo esponente del design europeo della sua epoca, conferendogli la Medaglia d'oro all'architettura italiana. Galmanini esponente del razionalismo italiano, con Albini, diviene uno dei primari designer del Novecento, le sue opere altamente innovative anche nelle metodologie di costruzioni, sono concettualemente caratterizzate dal "rigore geometrico e dall’alternanza tra solidità e trasparenza, in strutture in cui vetro, cemento e metallo concorrono a creare spazi, volumi e giochi di luci e ombre". Spesso condivide progetti per decenni con Piero Portaluppi che raggiunge l'età più matura.

Dal 1948 quando, come osserva François Burkhardt (premio Compasso d'oro internazionale 2011): 
(François Burkhardt)
È da quest'anno che il made in Italy comincia a conoscere il suo successo a livello internazionale.
Viene però brevettata due anni prima, nel 1946, la Vespa V98 farobasso della Piaggio, dell'ingegnere elicotterista Corradino D'Ascanio, che sancisce l'inizio del successo dello scooter, un nuovo mezzo di trasporto per gli spostamenti di breve/media distanza. È invece del 1947 la sua eterna rivale, ovvero la Lambretta della Innocenti, disegnata da Cesare Pallavicino e Pierluigi Torre.

#### Design e trasporti

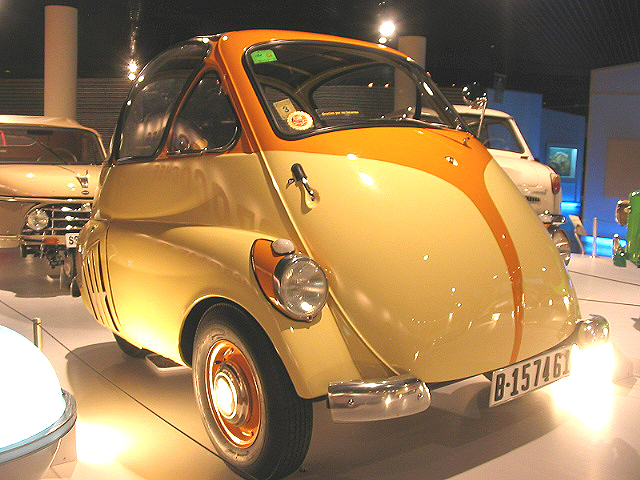
Microvettura Iso Isetta di Ermenegildo Preti.

Restando nel mondo dei mezzi di trasporto per il corto raggio, vanno necessariamente citati il Garelli Mosquito, un piccolo propulsore da applicare alla bicicletta, e la microvettura a tre ruote Isetta di Ermenegildo Preti, prodotta dalla Iso Rivolta nel 1953.
Più tardi, nel 1955, Dante Giacosa disegna la 600 per la FIAT, per poi passare, l'anno dopo, alla Nuova 500, entrambi veicoli che vanno a sostituire la Topolino. Sono questi gli anni della motorizzazione di massa, che vedono incrementare i veicoli circolanti dalle 14 automobili ogni 1 000 abitanti a un'auto ogni 17 abitanti nel 1962. Nel 1956, sempre per mano di Giacosa, la 600 vide una significativa variante, la 600 Multipla, per una nuova abitabilità.
Nel 1948 le Officine Meccaniche chiedono a Renzo Zavanella di rimettere in sesto un'automotrice leggera danneggiata durante la guerra. È in questa occasione che nasce l'automotrice Belvedere, sulla cui copertura è presente un'estensione volumetrica che diventa una sorta di belvedere panoramico con visuale a 360° del paesaggio circostante. Rimanendo nel campo del design ferroviario, l'ETR 300, meglio noto come Settebello (di Giulio Minoletti e prodotto dalla Breda a partire dal 1949), diventa il modello di punta delle Ferrovie dello Stato.
Si arriva quindi ai veicoli per i viaggi aerei. Nel 1960 Ignazio Gardella progetta la prima classe dei nuovi DC10 Alitalia, pensata come accogliente salotto per la classe borghese, con tavolino centrale e poltrone in pelle e boiserie in legno con quadri e litografie alternate alla grafica di servizio. Per quanto riguarda, invece, il trasporto navale, Salvatore Fiume disegna, nel 1953, le prospettive rinascimentali della sala soggiorno del transatlantico Andrea Doria (affondato il 26 luglio 1956), caratterizzato anche dal banco bar di Lucio Fontana. Invece, Vincenzo Monaco e Amedeo Luccichenti lavorano in chiave contemporanea sui grandi spazi della Leonardo da Vinci (1958-59).

#### Design ed elettrodomestici

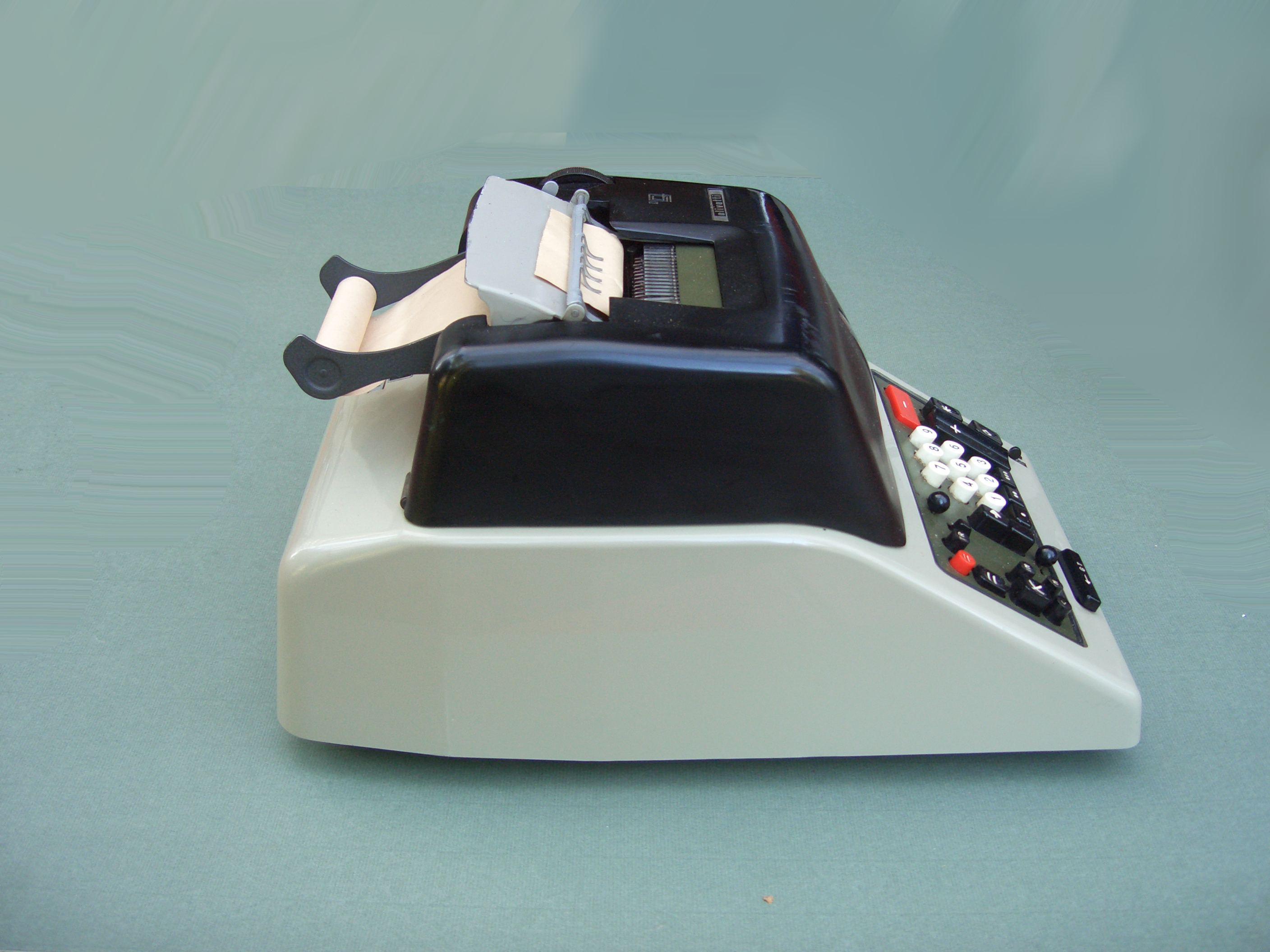
Olivetti MC-24 (Divisumma) di Marcello Nizzoli.

Gli anni cinquanta segnano anche la crescita del numero degli elettrodomestici nelle case italiane: le lavatrici passano da 72 000 unità nel 1957 a 262000 nel 1961, i frigoriferi passano dai 18500 del 1951 ai 370000 del 1957, fino ad arrivare ai 1529000 pezzi negli anni sessanta. Visti questi incrementi di produzione, diventa emblematico il problema della forma anche nei settori tecnologici, e non più solo nell'arredo. Questo è documentato, per esempio, dalla produzione Olivetti per macchine da scrivere e calcolo, strettamente legata al nome di Marcello Nizzoli, che già dal 1935 aveva iniziato una collaborazione con questa azienda. È infatti di Nizzoli la macchina da calcolo elettrica Divisumma (1956).
Sempre di Nizzoli è la macchina per cucire Mirella, disegnata per la Necchi nel 1957.
Gli anni cinquanta sono il decennio della stupefacente crescita della diffusione della televisione in Italia. Ed è proprio del 1956 il televisore Phonolo 17/18, disegnato da Berizzi, Buttè e Montagni, appunto per l'azienda Phonola, riprendendo la logica progettuale impiegata da Franco Albini per l'oggetto-radio (la tecnologia posta tra due lastre di cristallo nel concorso del 1938) e da Luigi Caccia Dominioni e i fratelli Castiglioni per il già citato radioricevitore 547 a 5 valvole del 1940.
Nel 1953 nascono le lampade da terra Imbuto e Monachella disegnate da Luigi Caccia Dominioni, che disegnò nel 1958 la poltrona Catilina.

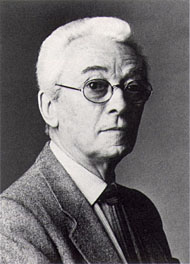
Ritratto fotografico di Bruno Munari.

La stagione del design del televisore è inaugurata da Pierluigi Spadolini con il suo Movision disegnato nel 1954 per RadioMarelli. Spadolini è poi seguito da Franco Albini e Franca Helg che nel modello Orion a 23 pollici per Brionvega del 1961 progettano uno schermo su basamento metallico in grado di trasformare l'immagine in soluzione sospesa, come un oggetto levitante a forte caratteristica espressiva. Sempre per la Brionvega, Marco Zanuso disegna il modello portatile Doney con plastica trasparente che avvolge la parte tecnologica dell'apparecchio (soluzione che verrà ripresa nel 1998 dal britannico Jonathan Ive per l'iMac della Apple).
Nel 1959 i fratelli Castiglioni disegnano l'iconica Sedia Lierna ispirato alla essenzialità snob della esclusivo Borgo di Lierna sul Lago di Como, nel 1960 l'aspirapolvere Spalter per l'azienda REM, un oggetto di dimensioni ridotte da portare a tracolla. Addirittura i carter degli scaldabagno diventano oggetto di studio per i designer, come per esempio quello che Alberto Rosselli disegna per l'azienda SIM nel 1957. Ma è nel mondo delle macchine per il caffè che il design della "pelle dell'oggetto" si impone in maniera esplicita, come nella Pavoni di Gio Ponti del 1949, disegnata per l'omonima azienda.
È però a partire dal 1956 che si assiste a una nascita di nuovi modelli di macchina per il caffè, che enfatizzato il rito del caffè nei bar italiani; tutto questo ad opera dell'azienda La Pavoni in collaborazione con le riviste Domus e Stile e Industria. Si vede la nascita del modello Diamante, disegnato da Bruno Munari ed Enzo Mari per La Pavoni (1956).
Siamo inoltre del decennio della crescita delle esportazioni di prodotti italiani all'estero: tra il 1951 e il 1961 queste crebbero del 259%.

#### Mostre e riconoscimenti

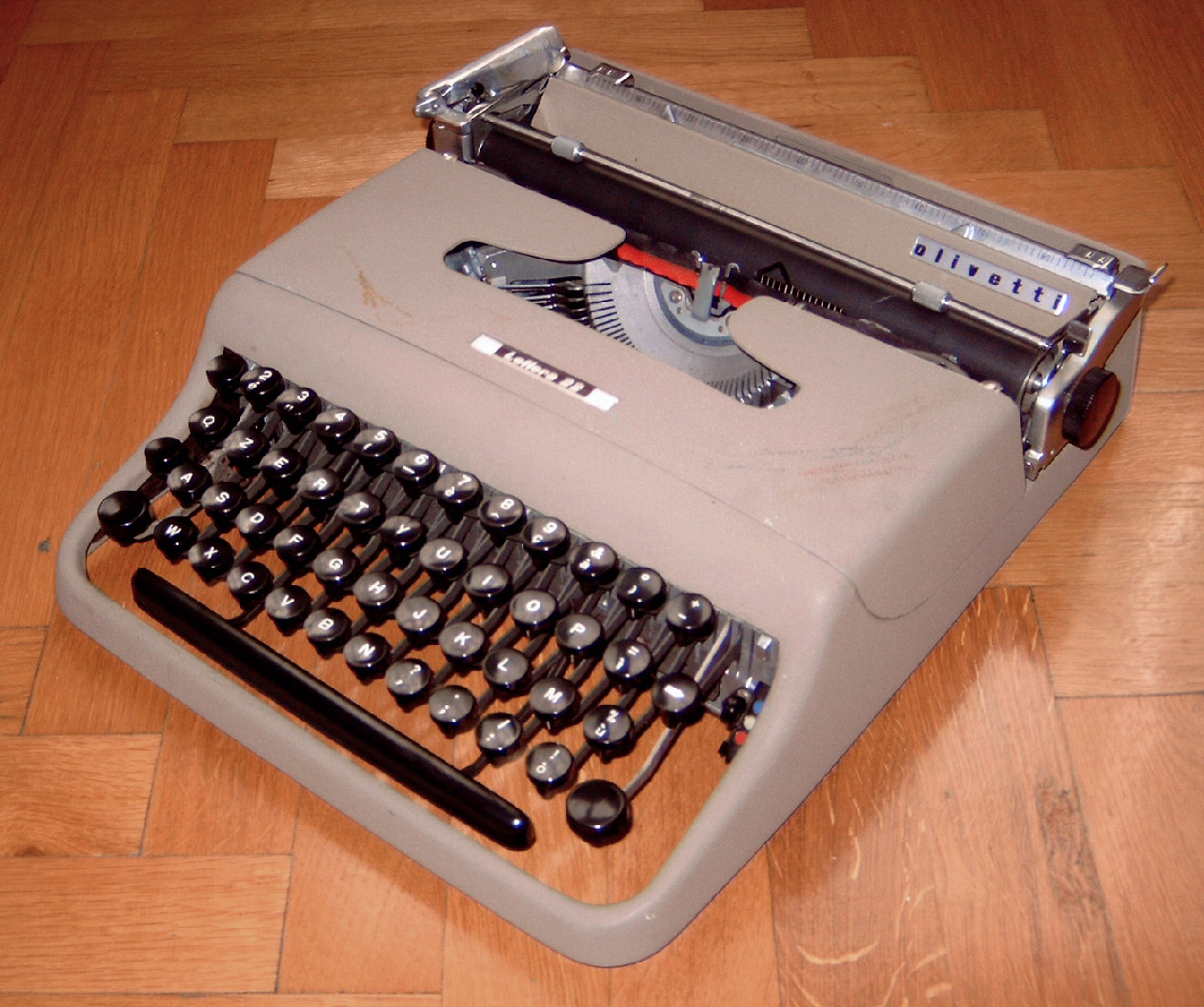
Olivetti Lettera 22 di Marcello Nizzoli.

Nel 1955 e 1958 a Londra vengono inaugurate due esposizioni del design italiano, mentre nel 1959 un'altra mostra viene organizzata a Chicago dall'Illinois Institute of Technology. In queste mostre il design italiano viene presentato in tutti i suoi aspetti, dalle moto alle automobili fino addirittura ai tralicci metallici della Edison per le linee elettriche ad alta tensione. Ma comunque il punto di riferimento principale per il design italiano rimane la Triennale di Milano, che nel 1954 arriva alla sua X edizione. In questo stesso anno viene istituito il Premio Compasso d'oro promosso dalla Rinascente, vinto in questa prima edizione da quindici designer, tra cui Bruno Munari per la sua scimmietta giocattolo ZIZI per la ditta Pigomma, Marcello Nizzoli per la macchina da cucire BU supernova disegnata per la Necchi e la macchina da scrivere portatile Lettera 22 della Olivetti.
Nel 1954 Lucio Fontana introduce il giovane industriale del mobile Dino Gavina alla X Triennale per farlo incontrare con Pier Giacomo e Achille Castiglioni, Carlo Scarpa e Luigi Caccia Dominioni, con i quali produrrà alcuni tra i pezzi più importanti della storia del design italiano.
L'XI Triennale di Milano (1957) ospita la Mostra internazionale dell'industrial design, patrocinata dall'Associazione per il Disegno Industriale (ADI), ma accanto all'industrial design in Italia continuava a svilupparsi il disegno della casa e dell'arredo: è in questo stesso anno che Pier Giacomo e Achille Castiglioni annunciano il loro programma di commistione tra storia e modernità nella mostra Colori e forme nella casa d'oggi tenutasi presso Villa Olmo a Como.

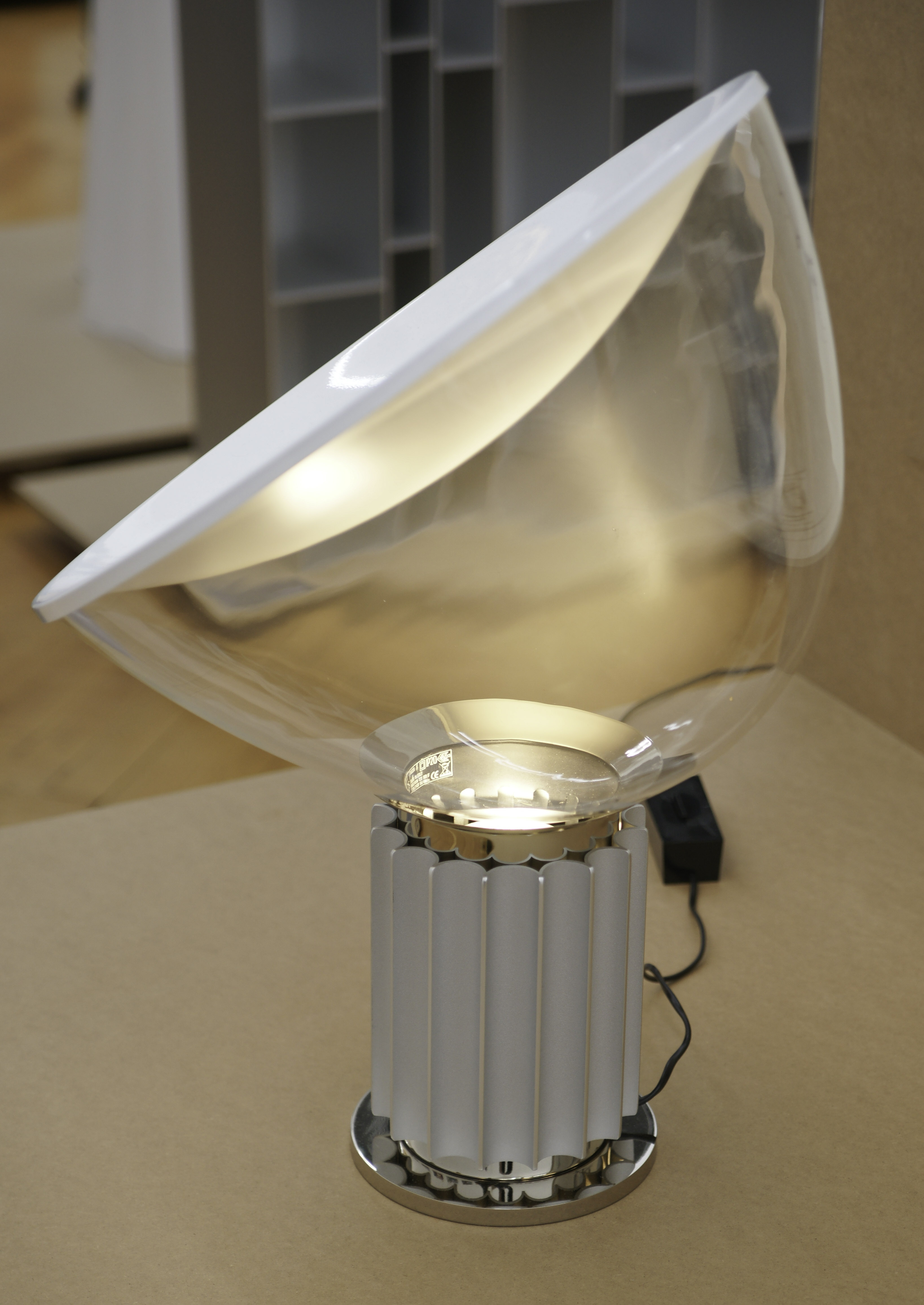
Lampada Taccia di Achille Castiglioni

Gli anni sessanta sono, tra le altre cose, gli anni che vedono la realizzazione di importanti opere architettoniche nel nord Italia: la Torre Velasca a Milano Ernesto Nathan Rogers e Enrico Peressutti, la casa alle Zattere a Venezia di Ignazio Gardella, il Museo del tesoro della cattedrale di San Lorenzo a Genova di Franco Albini, la Bottega di Erasmo a Torino di Roberto Gabetti e Amaro Isola sono solo alcuni esempi.
Nel 1960 viene allestita la mostra Nuovi disegni per il mobile italiano presso l'Osservatorio delle arti industriali di Milano, durante la quale furono esposti ventuno mobili e dodici lampade di giovani architetti milanesi. Alcuni protagonisti di questa mostra sono Aldo Rossi, Vittorio Gregotti, Gabetti e Isola, Guido Canella, Virgilio Vercelloni, Umberto Riva, Giotto Stoppino, Lodovico Meneghetti, Leonardo Ferrari, Sergio Asti e Gae Aulenti.
In questo periodo si trovano numerosi esempio della produzione di Achille Castiglioni: tra questi, lo sgabello Mezzadro e il sedile Sella (1957), la sedia Lierna (1960), la poltrona Sanluca (1960), la lampada Splugen Brau (disegnata nel 1961 per l'omonimo ristorante milanese), la lampade Arco, Toio e Lampada Taccia (1962), la lampada Luminator (1957). Ma di questo periodo sono anche opere di Cesare Cassina, come la sedia Carimate del 1959.

### 1965 - 1975

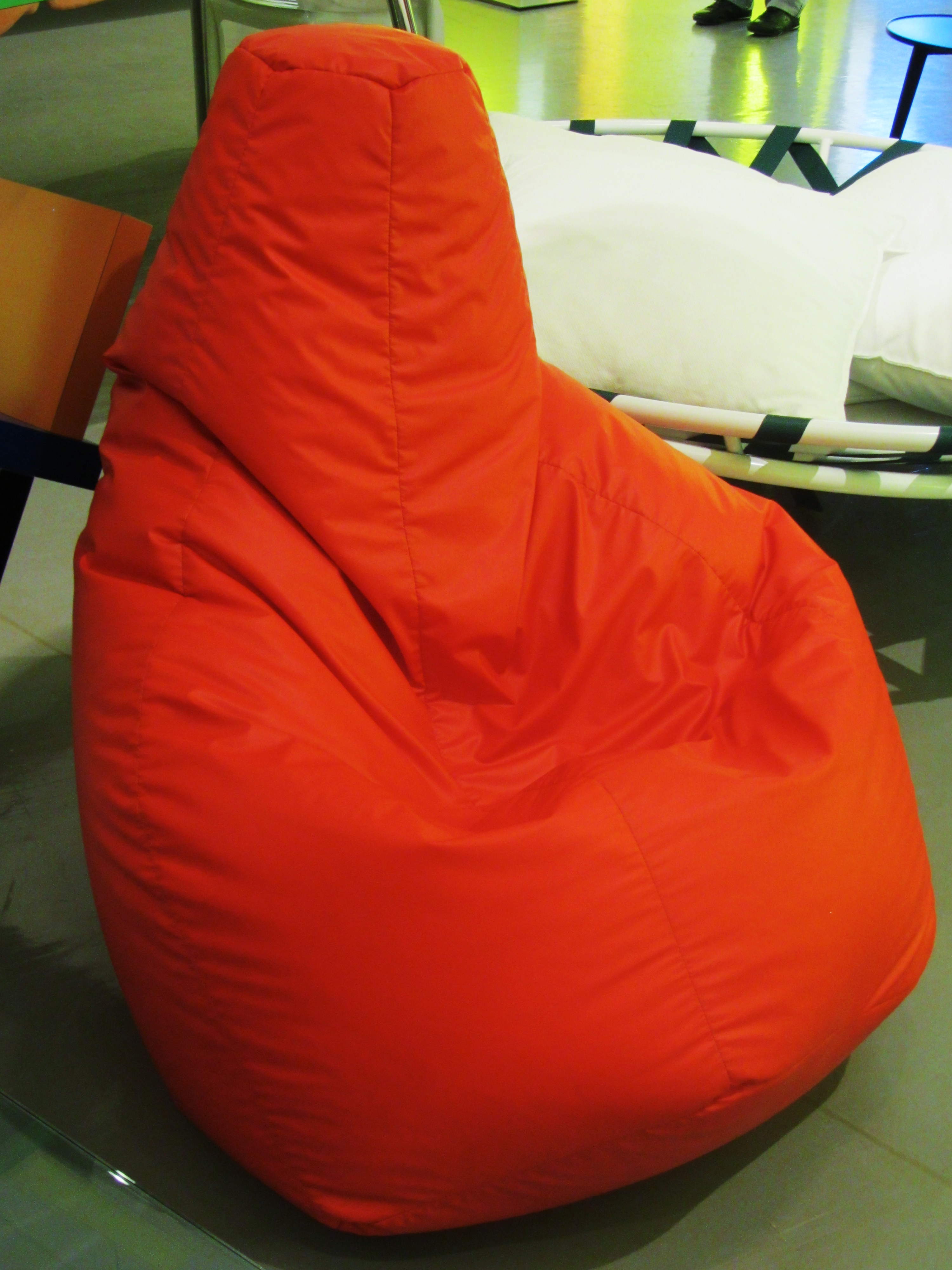
SaccoPiero Gatti, Cesare Paolini, Franco Teodoro [1968]. Esposto alla mostra organizzata nel 1972 dal Moma Italy: The New Domestic Landscape. Achievements and Problems of Italian Design e in collezione permanente in 27 musei di arte contemporanea nel mondo. Premio Compasso d'Oro nel 2020.

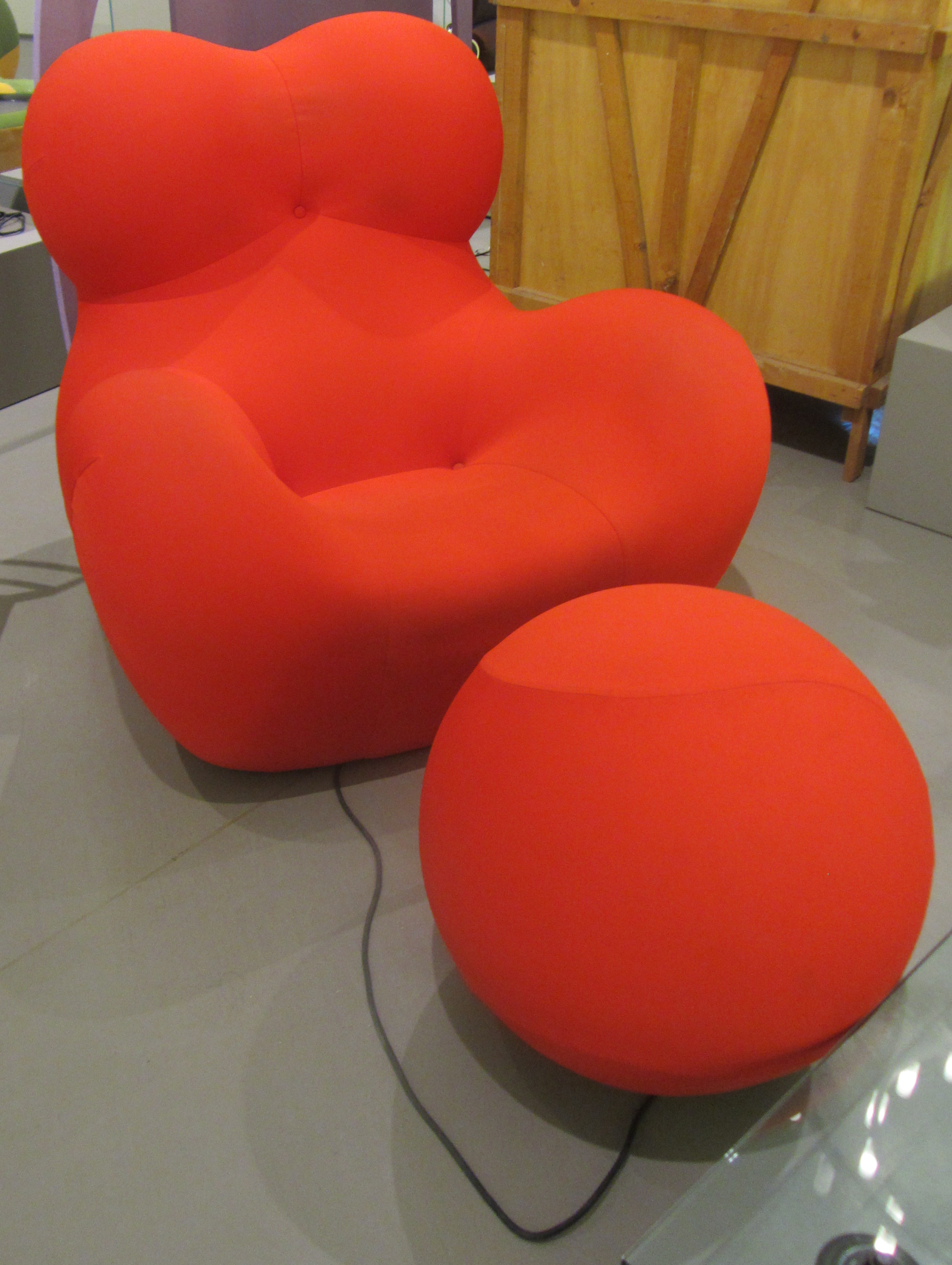
La serie UP (qui le poltrone UP5 e UP6) uno dei principali simboli del design radicale italiano

Come già accennato, gli anni sessanta vedono un pieno sviluppo del design italiano. Vengono introdotti nuovi materiali nel settore del furniture design, come il poliuretano (sintetizzato già nel 1941 e utilizzato per le imbottiture), utilizzato da aziende come la Gufram e il suo celebre Pratone e le plastiche (da ricordare il Premio Nobel per la chimica assegnato al tedesco Karl Ziegler e all'italiano Giulio Natta per "le loro scoperte nel campo della chimica e della tecnologia dei polimeri"); questi nuovi materiali permettono di passare dalla produzione dell'arredo in bottega ai ritmi seriali della fabbrica.
In questo periodo troviamo il vassoio Putrella di Enzo Mari (disegnato nel 1958 per l'azienda milanese Danese) e il Calendario Timor (progettato nel 1967), la lampada Chimera, disegnata da Ernesto Gismondi nel 1966 per l'azienda da lui fondata due anni prima Artemide, la lampada Giova disegnata da Gae Aulenti per FontanaArte (per la quale dal 1979 sarà direttore artistico), la libreria Grifo, di Enzo Mari, disegnata per Gavina e assemblabile all'infinito (1966); citiamo altre opere di Mari più recenti, quali il tavolo Frate (1973), il divano Daynight (1971), la sedia Box (1971).
Nascono negli anni sessanta anche opere che Ettore Sottsass disegna per Olivetti, come il computer Elea (1964), la macchina da scrivere Tecne 3 e la macchina da scrivere portatile Valentine (1969). E il 1961 è l'anno della prima edizione del Salone Internazionale del Mobile di Milano.
Nel 1965 Achille e Pier Giacomo Castiglioni progettano il sedile Allunaggio. Nel 1958 Afra e Tobia Scarpa iniziano a lavorare nel campo dei vetri di Murano. Nel 1960 disegnano il divano con struttura in legno Bastiano per Gavina e il letto di metallo Vanessa. Nel 1970 vincono il Premio Compasso d'oro per la loro poltrona Soriana. Altri loro progetti sono i divani Coronado (1966) ed Erasmo (1973) e la lampada da terra Papillona (1975).
Nel 1968 Piero Gatti, Cesare Paolini, Franco Teodoro disegnano Sacco, esposto nelle collezioni permanenti dei più importanti musei di arte contemporanea nel mondo. Premiato con il Compasso d'Oro nel 2020.
Nel 1971 Cini Boeri disegna il divano Serpentone per Arflex, un divano composto da lamelle stampate in poliuretano accostate l'una all'altra. Il 1987 è invece l'anno della poltrona di cristallo Ghost (sempre di Boeri) disegnata con Tomu Katayanagi per Fiam.
Altri designer di grande importanza sono Joe Colombo e Bruno Munari. Il primo si era formato presso l'Accademia di belle arti di Brera, aveva vinto due Compassi d'oro ed era un appassionato di musica jazz, mentre il secondo aveva fondato nel 1948 (insieme ad Atanasio Soldati, Gillo Dorfles, e Gianni Monnet) il Movimento Arte Concreta. Tra le opere di Colombo la microcucina Carrellone (1963), il Rotoliving (1969), il letto Cabriolet (1969), la seduta Tubo (1969) e la Total Furnishing Unit del 1971, che propone il tema della "capsula attrezzata" spostabile che dà vita al concetto di abitare compatto. Sono invece di Munari ricordiamo la scimmietta in gommapiuma Zizì, che gli fece vincere il Premio Compasso d'oro nel 1954, la lampada Cubica, il posacenere Cubo del 1958 e l'Abitacolo del 1971.

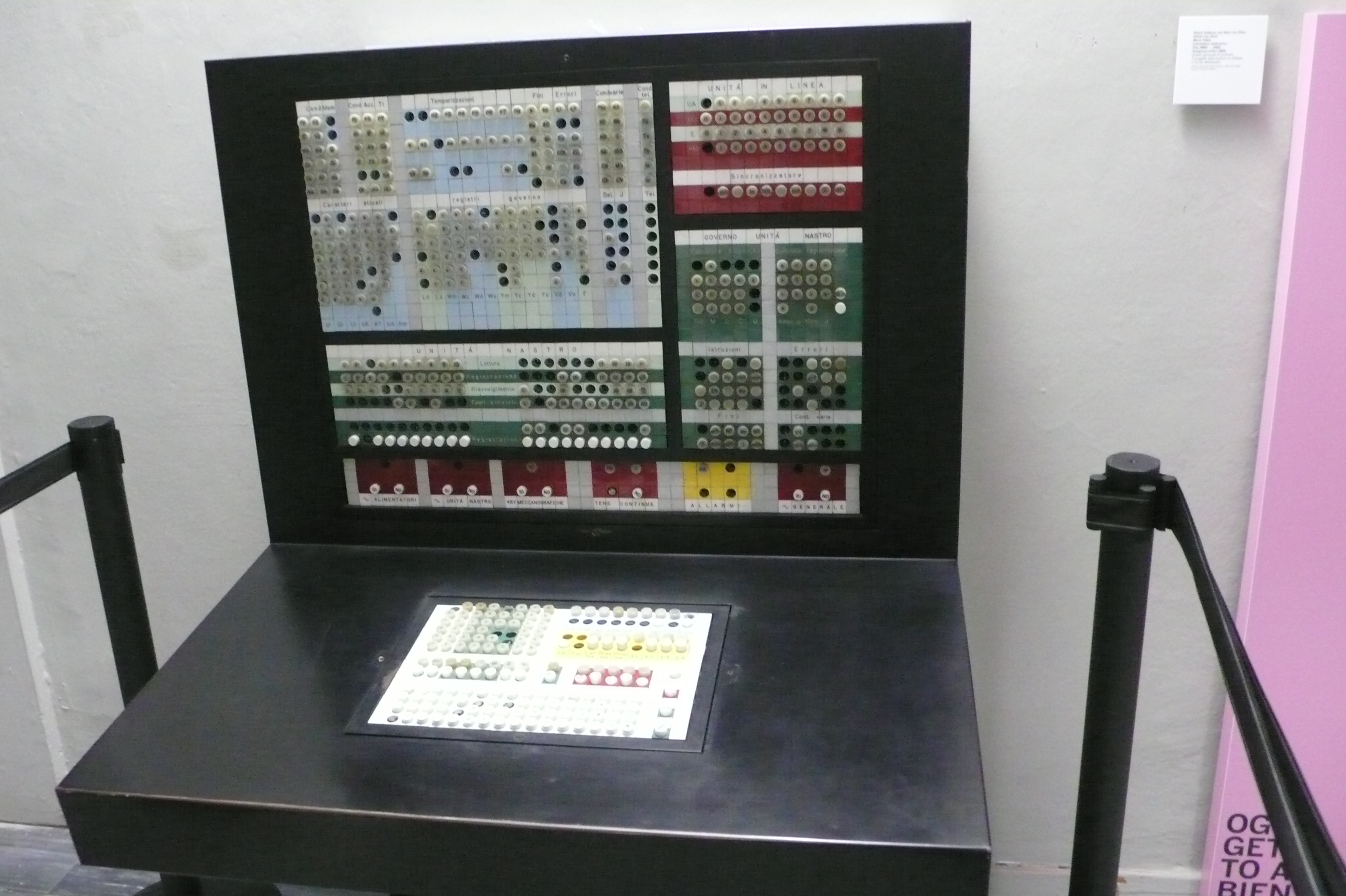
Olivetti Elea di Ettore Sottsass

Nel 1968 ha luogo la XIV Triennale di Milano, dove emergono composizioni progettuali di avanguardia definite dal critico d'arte Germano Celant come radical design. In questa avanguardia troviamo come protagonisti Ufo, Archizoom Associati, Ugo La Pietra, Franco Raggi, Gaetano Pesce e altri. Il radical design oppone al product design il "contro-design", come pratica teorica e progettuale in grado di «superare il discorso disciplinare del design, cioè la ricomposizione delle contraddizioni a livello formale, distruggendo proprio a questo livello l'abituale immagine del prodotto, negando l'elargizione di una correttezza formale in grado di appagare nei termini obsoleti del "buon gusto"».
Nel 1972 Emilio Ambasz organizza al MoMA di New York la mostra Italy: The New Domestic Landscape. Achievements and Problems of Italian Design, dove vengono esposti arredi, televisori, radio, giradischi e lampade. In questa occasione nasce la Kar-a-sutra di Mario Bellini, che diventa il prototipo di ogni successiva monovolume. Ma la mostra del MoMA segna la fine del design italiano policentrico, che andrà invece ad affermare il suo primato nell'arredo andando ad identificarsi, negli anni successivi, con il forniture italian design.
Il 1973 è l'anno della XV Triennale di Milano che presenta la mostra Mostra internazionale dell'industrial design curata da Ettore Sottsass e Andrea Branzi. Fu in questa occasione che Giorgio de Chirico compone la scultura I bagni misteriosi, che si trovava davanti al Palazzo dell'Arte (dove oggi è stata posizionata una copia, mentre l'originale è stato spostato al Museo del Novecento di Milano). È sempre di quest'anno la scultura Ettore e Andromaca di de Chirico, che oggi si trova a Osaka.

### 1975 - 1985

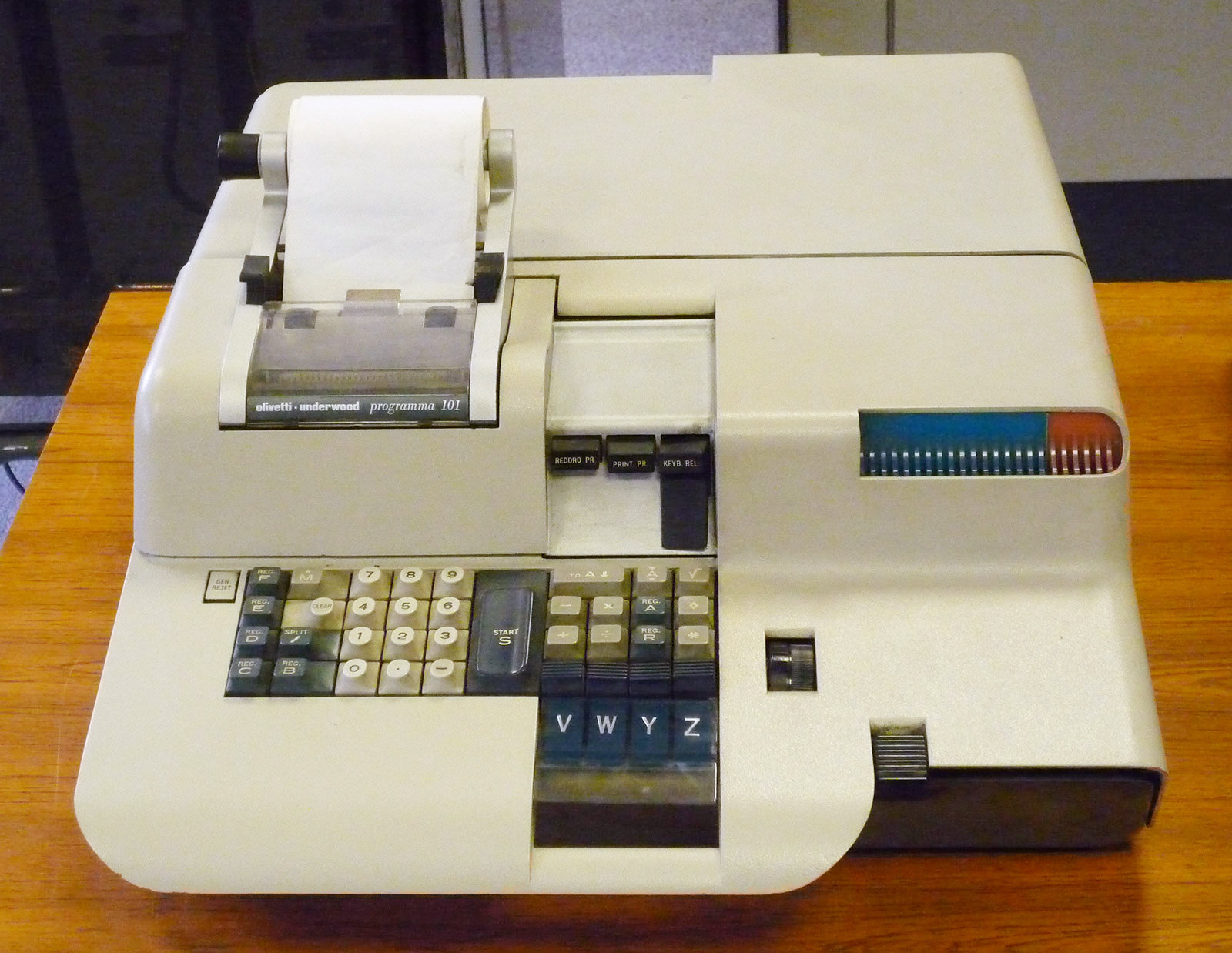
La Olivetti Programma 101, considerato il primo personal computer della storia, disegnato da Mario Bellini, insignito dell'Industrial Design Award.

Nel 1976 viene fondato, grazie ad Adriana e Alessandro Guerriero, lo Studio Alchymia a cui prendono parte Ettore Sottsass, Alessandro Mendini, Lapo Binazzi, Franco Raggi e Michele De Lucchi.
Un altro gruppo fondamentale per la storia del design italiano è stato il Memphis Group, fondato da Ettore Sottsass ne 1981, a cui aderiscono Matteo Thun, Michele De Lucchi, Andrea Branzi, Marco Zanini, Aldo Cibic, George Sowden e Natalie Du Pasquier, affiancati da architetti come Hans Hollein, Arata Isozaki e Michael Graves.
In questo periodo va inserito il successo dell'azienda Alessi, fondata nel 1921 e che nel 1980 vede come presidente Alberto Alessi, il quale, nel 1983, chiama come consulente Alessandro Mendini: nasce la collezione Tea & Coffee Piazza e viene fondato il marchio Officina Alessi che oggi come allora produce edizioni speciali e serie limitate di prodotti, ma anche prodotti sperimentali. Vengono disegnati 11 servizi da tè e caffè pensati come piccoli edifici intorno a città-vassoi, rispettivamente da Aldo Rossi, Michael Graves, Hans Hollein, Charles Jenks, Richard Meier, Robert Venturi, Stanley Tigerman, Óscar Tusquets, Kazumasa Yamashita, Alessandro Mendini e Paolo Portoghesi. Ed è grazie a loro che Alessi diventa sinonimo di design post-moderno.
Un altro importante designer che ha lavorato anche per Alessi è il due volte Compasso d'oro Stefano Giovannoni, il quale disegna oggetti cosiddetti "anfibi", ovvero nei quali cambia il rapporto tra allocazione e forma e, per esempio, un oggetto specifico dell'ambiente cucina diventa decorazione del soggiorno, come nel caso dello schiaccianoci che diventa scoiattolo o dei contenitori per sale e pepe che diventano due cinesini.

### 1985 - 2010

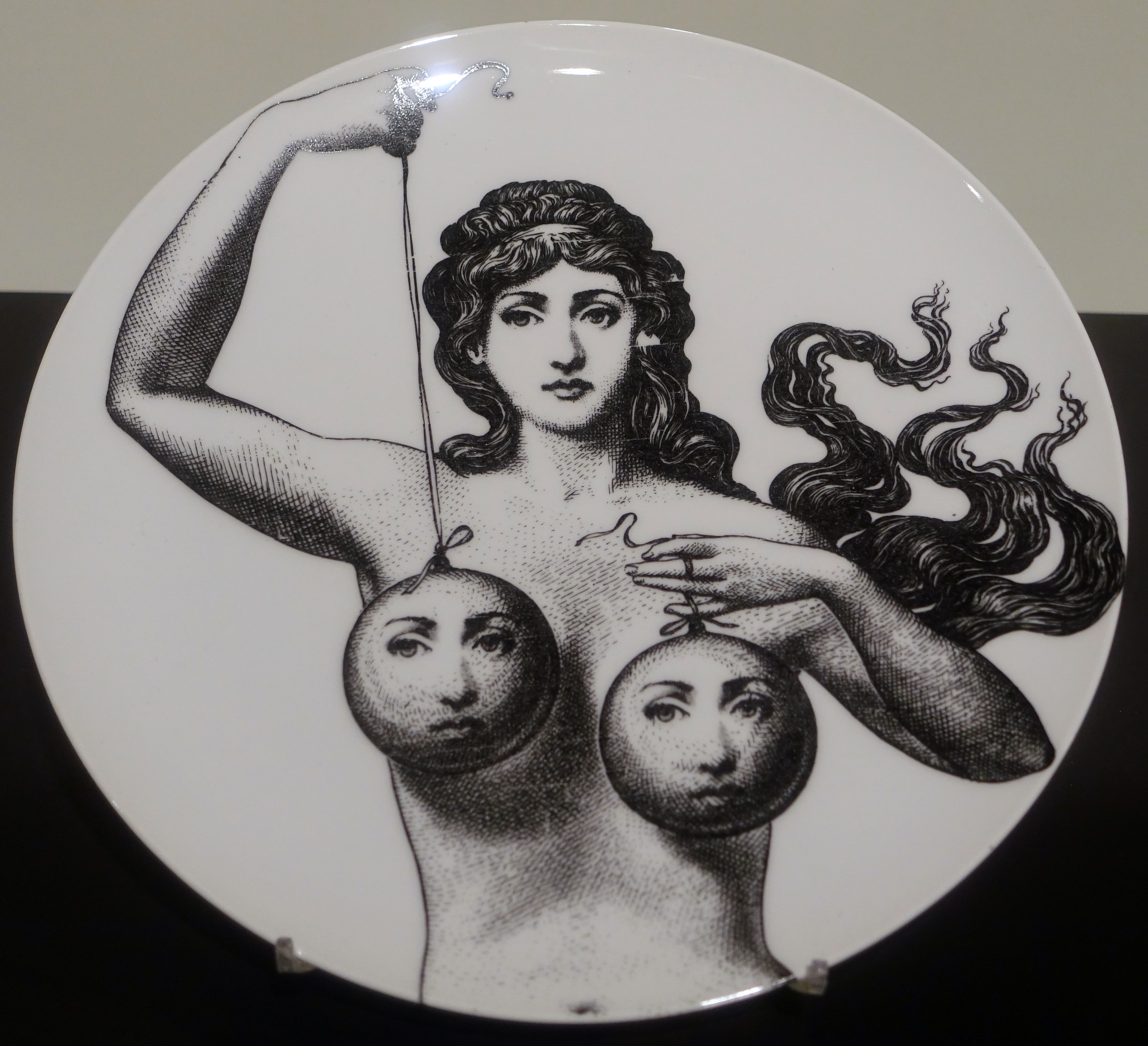
Piatto della serie Temi e variazioni, di Piero Fornasetti, Montréal Museum of Fine Arts.

Dopo la crisi petrolifera, la struttura territoriale dell'industria italiana subisce varie modifiche: il triangolo industriale non è più l'unico protagonista assoluto dello sviluppo economico, ma piccole e medie imprese di Marche, Toscana, Emilia-Romagna e Triveneto iniziano ad introdurre lavorazioni moderne che vanno a miscelarsi con la tradizione artigianale. In questo periodo aumenta il numero di lavoratori del settore terziario, che per la prima volta va superare quello degli addetti dell'industria (46% contro 40%). L'inflazione scende dal 21,1% del 1980 al 4,6% del 1987 e si ha un rilancio dell'attività industriale. È in questo contesto che il made in Italy diventa il protagonista del nuovo sviluppo economico: sui mercati internazionali la moda, il design e gli arredamenti italiani diventano il must del gusto.
Ma realizzare buoni prodotti non bastava più: diventò necessario spettacolarizzare l'immagine aziendale. È così che nascono cataloghi e pubblicità che spesso tentano di trasformarsi in veri e propri magazine sul modello di Colors di Benetton curata da Oliviero Toscani.
Nel 1985 Enrico Baleri introduce il designer parigino Philippe Starck (il più noto designer di fine millennio) ad aziende come Driade, Flos e Kartell. E Driade sarà tra le prime aziende italiane del forniture design, insieme a Baleri Italia, a darsi un carattere internazionale grazie ai contributi di designer di tutto il mondo. Sono di Starck la lampada Ara del 1988 disegnata per Flos e lo spazzolino per Fluorcaril del 1989.
Altri architetti internazionali impegnati in questo periodo nel made in Italy sono Borek Sipek, Jasper Morrison, Toshiyuki Kita, Hannes Wettstein, Hans Hollein, Patricia Urquiola, i fratelli Campana e le cosiddette "archistar" Zaha Hadid e Jean Nouvel per Alessi e Sawaya & Moroni, Frank Gehry, Michael Graves e Bob Venturi sempre per Alessi, Mario Botta per Artemide e Alias, Herzog & de Meuron per Artemide.
Un esempio fra tutti dell'apertura da parte di aziende a designer stranieri è quello della Cappellini, per la quale eseguivano disegni Shirō Kuramata, Jasper Morrison, Marc Newson e Tom Dixon. Così come Driade che, sotto la regia di Enrico Astori, vedeva tra i suoi desiger Borek Sipek, Toyo Ito, Ron Arad e Philippe Starck.
Sono degli anni ottanta la poltroncina Doralice di Paolo Nava (1980), le sedie Teatro (1984) e Milano (1988) disegnate da Aldo Rossi insieme a Luca Meda, la sedia Tonietta di Enzo Mari (Compasso d'oro 1985), la lampada Costanza di Paolo Rizzato disegnata nel 1986 per Luceplan, il tavolo in marmo Rilievo del 1988 di Aldo Rossi e il servizio di posate Nuova Milano disegnato da Ettore Sottsass per Alessi (1987 - 1990), solo per citare alcuni esempi di design di questo periodo.
Nel 1983, per la XVII Triennale di Milano viene organizzata da Franco Raggi e Francesco Trabucco la mostra Le case della Triennale, che vuole sottolineare l'apporto del design alla configurazione di spazi domestici. Tra i tanti partecipanti alla mostra, emergono in particolar modo Paolo Deganello e Alberto Magnaghi con la loro Casa in comune, protesa a favorire la socializzazione, e Michele De Lucchi con la Casa per le vacanze che vede, in una casa all'interno di un cratere di un vulcano spento, il discorso della friendly technology. Mentre Denis Santachiara propone, nella sua Casa onirica, il rapporto tra nuove tecnologie e spazio domestico.
Nel 1987 François Burkhardt organizza l'esposizione Nouvelles tendences: les avant-gardes de la fin du XX siècle a Parigi, alla quale partecipano anche molti designer italiani.

### Design contemporaneo
Il design contemporaneo è un diverso modo di approcciarsi alla disciplina solitamente inserito nel periodo successivo al nuovo millennio, dunque dopo l'anno 2000. Questa datazione è da ritenersi una convenzione dettata da esigenze di storici e critici.
Il design italiano del secondo dopoguerra ha avuto come grande punto di riferimento la metodologia razionale del Bauhaus. Su di essa i designer hanno espresso due posizioni in contrapposizione tra loro: chi di sostanziale continuazione (Achille Castiglioni, Bruno Munari, Enzo Mari, Vico Magistretti, Cini Boeri...) e chi di forte critica (gruppi Radical, Ettore Sottsass, Gae Aulenti, Alessandro Mendini, Gaetano Pesce...). Da un punto di vista critico il design contemporaneo nasce in Italia quando il razionalismo non è più al centro del dibattito sul progetto. Questo porterà ad uno sviluppo di progetti meno statici o iconici e più flessibili, caratterizzati da forme meno rigide rispetto alle precedenti e capaci di rappresentare una società nuova, più veloce e mutevole.
Il design contemporaneo è caratterizzato da due elementi: 
 1. Elevata moltiplicazione dei linguaggi e dei sistemi espressivi utilizzati. Nel design contemporaneo ogni designer propone una propria personale definizione sulla disciplina non riconoscendosi più nella definizione generalizzata che aveva caratterizzato il Novecento. Questo fenomeno è particolarmente forte nel contesto italiano da sempre caratterizzato dall'assenza di un unico stile nazionale o scuola di pensiero come è avvenuto invece in altri paesi.

2. Il prodotto tangibile, fisico, non è l'unico campo di ricerca. È considerato “design” realizzare un oggetto, ma anche fare un progetto di ricerca, proporre un nuovo sistema produttivo, inventare un nuovo materiale.
Il “design solido” del Novecento era costituito soprattutto da prodotti fisici: nel contesto contemporaneo viene invece ridefinito con il termine “design liquido” a sottolineare i nuovi processi di smaterializzazione fisica degli oggetti e una propensione alla maggiore mutevolezza. (Tommaso Bovo, 2022)
L'identikit del designer contemporaneo è molto cambiato rispetto ai suoi predecessori. Dopo gli anni Duemila il design è ormai una disciplina condivisa e conosciuta. I designer sono professionisti con un proprio riconoscimento sociale anche da parte del pubblico dei non addetti ai lavori: non ha più bisogno di spiegare cosa fa e in cosa consista la propria professionalità.
Negli anni Settanta il progettista che si affaccia al design ha in media 35/40 anni e ci arriva generalmente dopo aver frequentato una facoltà di architettura. Il designer contemporaneo inizia la professione in media molto prima rispetto ai propri predecessori, all'età di 25 anni, ha una formazione specifica acquisita nelle facoltà di disegno industriale. Il designer contemporaneo vede aumentare esponenzialmente la concorrenza derivata da un sempre maggiore afflusso di professionisti: il design diventa una professione non più ristretta a pochi. I designer italiani ed europei hanno storicamente avuto una bassa sensibilità all'aspetto commerciale della disciplina (rispetto ad esempio ai colleghi americani): temi più sentiti sono sempre stati quelli sociali e di riflessione sul sistema produttivo. C'è da parte del designer contemporaneo una nuova percezione del proprio ruolo, visto come meno influente rispetto alle generazioni passate: oggi il designer vive spesso la proprio professione in modo problematico e dubbioso nella capacità di incidere veramente nella società.

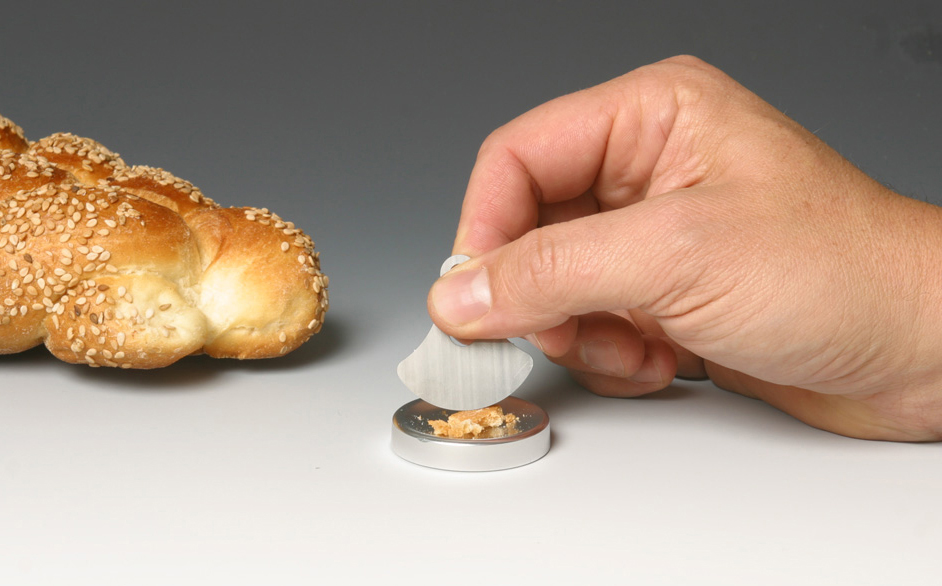
Giulio Iacchetti, Matteo Ragni, Fernando Contreras Wood, “Pollicino”, tagliere per le briciole di pane, 1999. Esempio di “design semiotico” in cui la funzione pratica è praticamente nulla, lo scopo primario è quello di inviare un messaggio: in questo caso una riflessione sullo spreco alimentare.

In Italia alla fine degli anni Novanta e successivamente in Nord Europa (specialmente nei Paesi Bassi) è emersa una sempre maggiore attenzione progettuale verso le possibilità narrative degli oggetti. Prima dell'aspetto estetico-formale la ricerca si è concentrata sul messaggio che un oggetto può esprimere. Nasce così un “design semiotico” in cui la funzione centrale diventa il racconto e la narrazione prima che la funzione pratica. Un esempio è il progetto “Pollicino” (1999) di Giulio Iacchetti, Matteo Ragni e Fernando Contreras Wood: l'oggetto serve a dividere le briciole di pane avanzate in parti uguali, non assolve a nessuna funzione pratica ma vuole mandare un messaggio sulla disparità di distribuzione del cibo nel mondo e sull'importanza di non sprecare nulla, nemmeno le briciole.
Questo approccio narrativo e politico al progetto influenzerà molto il design contemporaneo. Esponenti particolarmente vicini a questa forma progettuale, anche se con poetiche molto differenti tra loro, sono i designer Paolo Ulian, Studio JoeVelluto, Emanuele Magini, Studio Formafantasma, Francesca Lanzavecchia, Studio Sovrappensiero.
Alcuni dei principali esponenti del design contemporaneo italiano sono i designer: Paolo Ulian, Giulio Iacchetti, Matteo Ragni, Odoardo Fioravanti, Luca Nichetto, Studio Formafantasma, Francesco Faccin, Francesca Lanzavecchia, Studio Sovrappensiero, Valerio Sommella, Studio Zaven, Guglielmo Poletti, Studio JoeVelluto.

### Design nel milanese

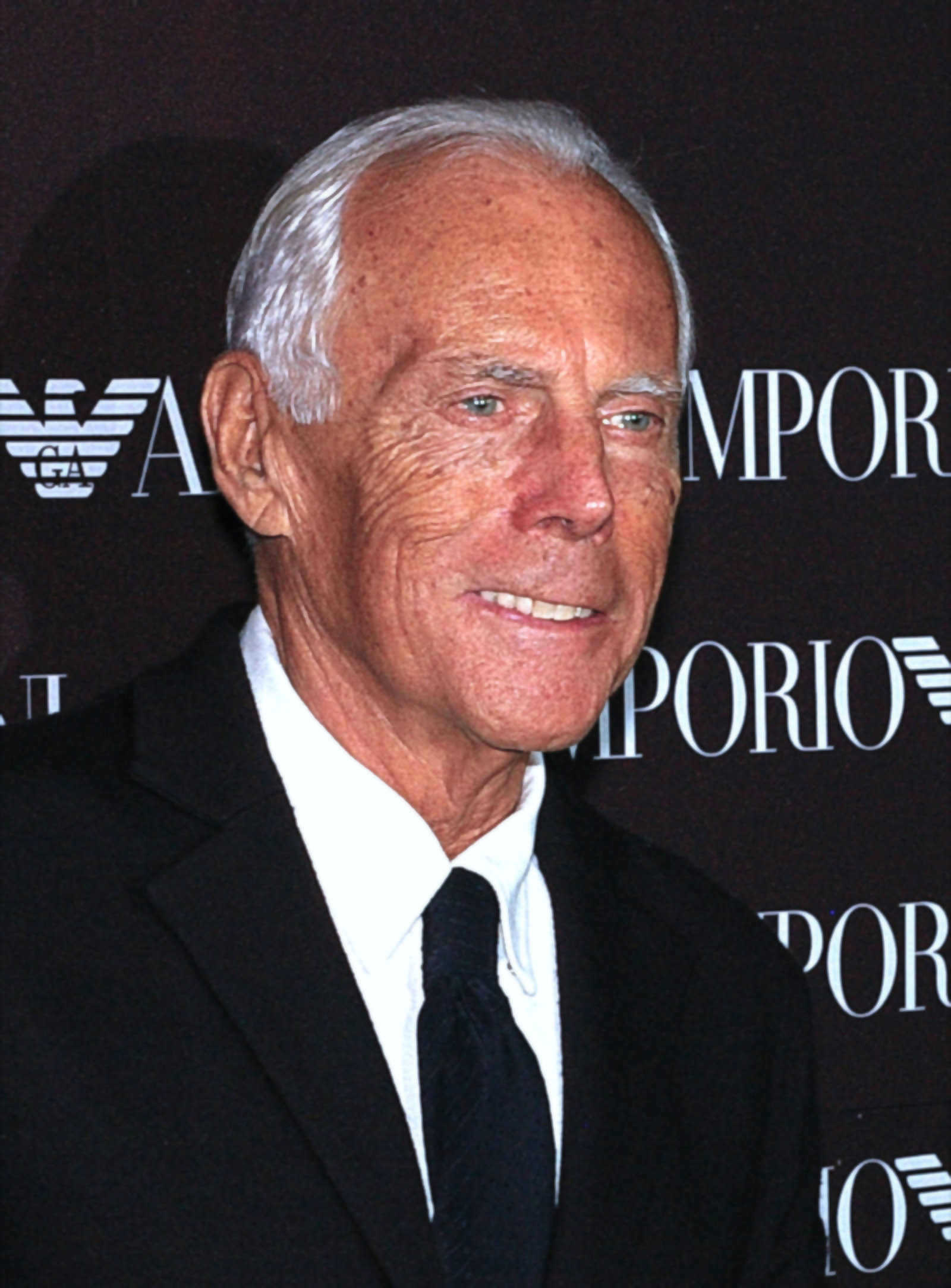
Lo stilista Giorgio Armani.

Parlando del design italiano, è impossibile non parlare di Milano e della Brianza (storica culla della produzione del furnishing design made in Italy). In questa zona nascono importanti fondi private equity come Charme (fondato da Luca Cordero di Montezemolo, con il quale ha potuto acquisire l'azienda di arredamento Poltrona Frau) e Opera del gruppo Bulgari.
Parlando di design a Milano, non si può evitare di parlare del campo della moda, che vede per l'appunto Milano (seguita da Roma e, in minor misura, Firenze) come una delle sue capitali. E sono proprio alcuni stilisti che hanno scelto il capoluogo lombardo come sede delle loro aziende ad essersi lanciati anche nel settore del design dell'arredo. Per esempio, Nino Cerruti ha acquisito e gestito un'azienda di primo piano nel furniture design made in Italy e Giorgio Armani ha dedicato un'intera collezione di arredi e accessori al settore della casa, mentre sono disegnati dallo stesso stilista anche gli interni del Burj Khalifa, grattacielo costruito tra il 2008 e il 2010 a Dubai.